# 哈通基爾卡山
14°33′32″S 72°39′25″W / 14.55889°S 72.65694°W
哈通基爾卡山（Hatun Qillqa），是秘魯的山峰，位於該國南部阿普里馬克大區的安塔班巴省，屬於安第斯山脈的一部分，該山峰海拔高度5,000米。